# Jefferson's Tree of Liberty
Jefferson's Tree of Liberty è un album in studio del gruppo rock statunitense Jefferson Starship, pubblicato nel 2008.

## Tracce
1. Wasn't That a Time – 2:38 (Lee Hays, William Lowenfels, Paul Kantner)
2. Follow the Drinking Gourd – 3:04 (tradizionale)
3. Santy Anno – 3:14 (tradizionale, arr. Kantner)
4. Cowboy on the Run – 4:34 (Dino Valenti)
5. I Ain't Marching Anymore – 3:13 (Phil Ochs, Cathy Richardson)
6. Chimes of Freedom – 3:54 (Bob Dylan)
7. Genesis Hall – 3:14 (Richard Thompson)
8. Kisses Sweeter Than Wine – 3:30 (Paul Campbell, Huddie Ledbetter)
9. Royal Canal (The Auld Triangle) – 3:17 (Brendan Behan)
10. Rising of the Moon – 2:08 (J. K. Casey, Turlough O'Carolan)
11. Frenario – 4:07 (tradizionale)
12. In a Crisis – 4:45 (World Entertainment War)
13. Maybe for You – 2:51 (Terry Terrell)
14. Commandante Carlos Fonseca – 3:24 (Carlos Mejia-Godoy, Tomás Borge)
15. Pastures of Plenty – 3:22 (Woody Guthrie)
16. Imagine Redemption – 3:13 (John Lennon, Bob Marley)
17. On the Threshold of Fire – 4:49 (Kantner)
18. The Quiet Joys of Brotherhood – 2:58 (tradizionale, Richard Fariña)

Tracce nascoste
1. Surprise Surprise – 4:53 (Jack Traylor, Grace Slick, Kantner)